# Beagle
El beagle es una raza de perro de tamaño pequeño a mediano. Tiene un aspecto similar al foxhound, pero de menor tamaño, con patas más cortas y orejas más largas y caídas. Este perro, clasificado en el grupo 6, sección 1.3 por la Federación Cinológica Internacional, es un sabueso utilizado principalmente para rastrear liebres, conejos y otras piezas de caza. Su gran capacidad olfativa e instinto de rastreo hace que se utilicen como perros de detección de importaciones agrícolas prohibidas y productos alimenticios en cuarentena a lo largo de todo el mundo. Son animales inteligentes, y populares como animales domésticos debido a su talla, carácter tranquilo y carencia de problemas de salud congénitos. Estas características también hacen de él una opción como sujeto de experimentación in vivo.
Aunque esta raza existe desde hace más de dos mil años, el desarrollo moderno de su cría comenzó en el Reino Unido en torno a los años 1830 junto con otras razas como los talbot, el north country beagle, el southern hound y posiblemente el harrier.
Los beagle han sido representados en la cultura popular desde la época isabelina tanto en la literatura como en la pintura y, más recientemente, en el cine, los cómics y la televisión. A menudo se cita a Snoopy, uno de los personajes principales de la tira cómica Peanuts, como «el beagle más famoso del mundo».

## Etimología
El nombre de esta raza no se ha incorporado al idioma español, y se utiliza la misma grafía que en idioma inglés. Según el Oxford English Dictionary, la primera mención del término beagle en la literatura inglesa data de ca. 1475, en el libro Esquire of Low Degree. El origen de la palabra es incierto, aunque se cree que puede derivar del francés becguele o b'gueule, garganta abierta (quizás por las características de su ladrido), o del inglés antiguo, francés o gaélico beag, "pequeño". Otros autores indican como origen el término francés beugler, "bramar", "rugir", o el alemán begele, "regañar", "reprender".

## Historia

### Los primeros perros tipobeagle
Los orígenes de esta raza no están muy claros, pero perros de la talla y características similares al beagle moderno se remontan hasta la Antigua Grecia. Jenofonte (ca. 431 a. C.-354 a. C.), en su Tratado sobre la cacería o Cynegeticus menciona a un sabueso que cazaba liebres mediante el olfato y al que se seguía a pie. También se mencionan pequeños sabuesos en las Leyes Forestales de Canuto el Grande, donde se los eximía de la ordenanza que establecía que a todos los perros capaces de acosar a un venado se les debía mutilar una pata. De ser cierto, estas leyes confirmarían que perros del tipo del beagle existían en Inglaterra antes de 1016, pero es probable que fueran escritas en la Edad Media y se les quisiera dar una percepción de antigüedad y tradición.

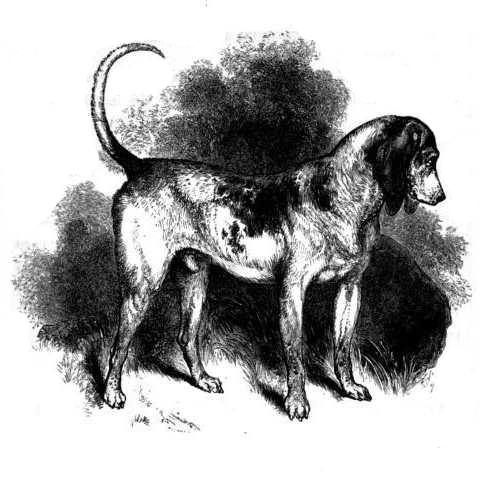
Se cree que el extinto southern hound podría ser un antepasado del beagle.

En el siglo XI, Guillermo el Conquistador introdujo el talbot en Gran Bretaña. El talbot era un sabueso predominantemente blanco, lento, con la garganta profunda, descendiente del San Huberto que había sido desarrollado en el siglo VIII. En algún momento los talbots ingleses fueron cruzados con galgos para darles un punto suplementario de velocidad. Extinguido ya hace tiempo, el talbot probablemente dio origen al southern hound que, por su parte, se cree que es un antepasado del beagle moderno.
A partir de la época medieval, el término beagle se utilizó como nombre genérico para referirse a los sabuesos más pequeños, aunque estos perros se diferenciaran bastante de la raza moderna. Unas razas de perros diminutos tipo beagle ya se conocían en tiempos de Eduardo II y Enrique VII, que tenían jaurías de «beagles de guante» (glove beagles), llamados así por su pequeño tamaño, y la reina Isabel I tenía unos perros conocidos como «beagles de bolsillo» (pocket beagles), que solo tenían de 20 a 23 cm de altura hasta la cruz, lo bastante pequeños como para poder llevarse en un bolsillo o alforja mientras se montaba a caballo durante una cacería. Los sabuesos más grandes perseguían y levantaban la presa y después los cazadores soltaban a los perros pequeños para proseguir la persecución por la maleza. Isabel I se refería a estos perros como sus «beagles cantores» (singing beagles) y a menudo entretenía a los invitados a su mesa real dejando a sus «beagle de bolsillo» dar cabriolas entre los platos y tazas. Fuentes del siglo XIX se refieren a estas razas indistintamente y es posible que ambos nombres se refieran a la misma pequeña raza. En el libro de 1866 de George Jesse Researches into the History of the British Dog, el poeta y escritor de principios del siglo XVII Gervase Markham es citado refiriéndose al beagle como lo bastante pequeño como para sentarse en la mano de un hombre.
Los estándares para el beagle de bolsillo se establecieron en 1901; esta línea genética está extinta en la actualidad, aunque algunos criadores modernos han intentado recrearla.

### SigloXVIII

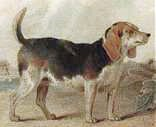
Esta imagen de finales del o principios del muestra a un perro con un cuerpo más robusto y sin los rasgos refinados de las variedades posteriores.

En el siglo XVIII se habían desarrollado dos razas para cazar liebres y conejos: el southern hound y el north country beagle (o northern hound). El southern hound, un perro alto y robusto con una cabeza cuadrada y orejas largas , suaves y triangulares era común desde el sur del río Trent y probablemente estaba estrechamente relacionado con el talbot; aunque lento, tenía resistencia y un excelente olfato. El north country beagle, posiblemente un cruce de una rama de la estirpe del talbot y un galgo, fue criado principalmente en Yorkshire y era común en los condados del norte. Era más pequeño que el del sur, menos corpulento y con un hocico más puntiagudo; era más rápido que su equivalente del sur, pero sus capacidades olfativas estaban menos desarrolladas. Cuando la caza del zorro se hizo cada vez más popular, los ejemplares de ambos tipos de sabuesos disminuyeron. Los perros del tipo del beagle fueron cruzados con razas más grandes, como los sabuesos cazadores de venados, para producir el foxhound moderno. Las variedades de perros del tamaño del beagle estuvieron cerca de la extinción pero algunos agricultores del sur de Inglaterra aseguraron la supervivencia de las razas prototipo manteniendo pequeños grupos para la caza de conejos.

### Desarrollo de la raza moderna
El reverendo Phillip Honeywood estableció un criadero de beagles en Essex en los años 1830 y se cree que este grupo constituyó la base para la formación de la raza beagle moderna. Aunque no existen registros con los detalles del linaje de esta perrada, se cree que tanto los southern hound como los north country beagle estaban fuertemente representados; el veterinario británico William Youatt sospechaba que el harrier constituía una buena parte de la herencia genética del beagle, opinión compartida por otros estudiosos en la actualidad. Los beagles de Honeywood eran pequeños, con una altura hasta la cruz de unos 25 cm y, según escribió John Mills en su The Sportsman's Library (1845), de color blanco puro. El príncipe Alberto, esposo de la reina Victoria, y Lord Winterton también tenían jaurías de beagles en esa época, y el favor real sin duda ayudó al incremento del interés hacia esta raza, aunque el grupo de Honeywood estaba considerado como el más refinado de los tres.

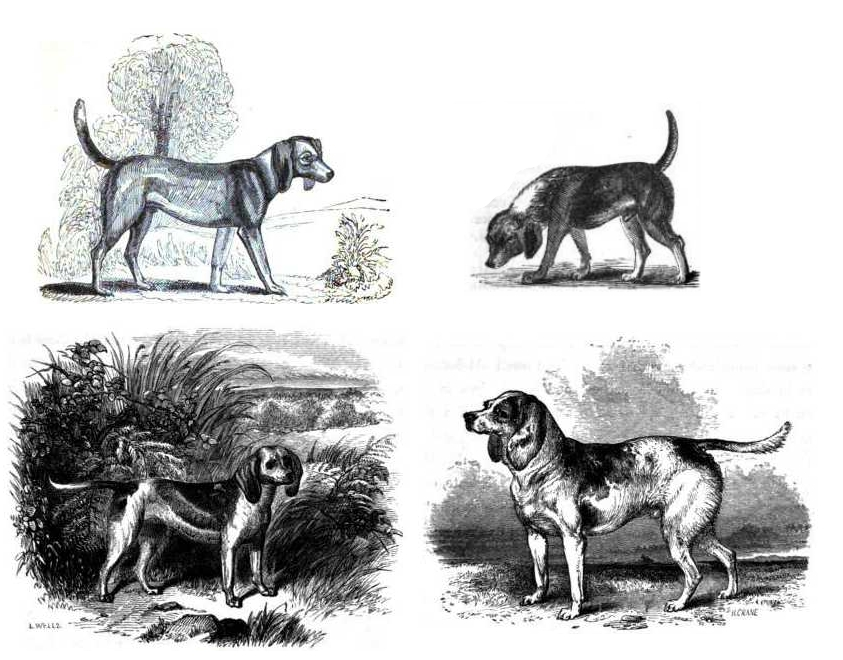
Imágenes de antiguos beagle. De izquierda a derecha y de arriba abajo: 1833, 1835, el medium de «Stonehenge» (1859, reutilizando la imagen de Youtt «Beagle», de 1852) y beagle enano (1859).

Aunque se la atribuye el desarrollo de la raza moderna, Honeywood se concentró en la cría de perros para la caza y dejó en manos de Thomas Johnson refinar la cría para producir perros que fueran cazadores tanto atractivos como capaces. Se desarrollaron dos variedades: la de pelaje áspero y la de pelaje liso. El beagle de pelaje áspero sobrevivió hasta principios del siglo XX (hay incluso registros de su aparición en un espectáculo de perros en 1969), pero esta variedad está extinguida en la actualidad, probablemente absorbido en el linaje genético estándar del beagle.
En los años 1840, se comenzó a desarrollar un estándar para el beagle: se había perdido la distinción entre el north country beagle y el southern hound, pero todavía había una gran variación en talla, carácter y fiabilidad entre los nuevos grupos emergentes. En 1856, «Stonehenge» (pseudónimo de John Henry Walsh, editor de The Field), escribiendo en el Manual of British Rural Sports, todavía dividía a los beagles en cuatro variedades: el medio, el enano o «faldero», el fox beagle (una versión más pequeña y lenta del foxhound) y el de pelaje áspero o beagle terrier, que él clasificó como una mezcla de cualquiera de las otras variedades y una de las variedades de terrier escocesas. Stonehenge también ofrece un esbozo de una descripción estándar:

In size the beagle measures from 10 inches, or even less, to 15. In shape they resemble the old southern hound in miniature, but with more neatness and beauty; and they also resemble that hound in style of hunting.
De tamaño, el beagle mide de 10, o incluso menos, a 15 pulgadas (25-38 cm). En cuanto a la forma, se parecen al viejo southern hound en miniatura, pero con más pulcritud y belleza; y también se parecen a ese hound en el estilo de caza.

Hacia 1887 la amenaza de extinción se desvanecía: había 18 criaderos de beagles en Inglaterra. En 1890 se creó el Club del Beagle (Beagle Club) y al mismo tiempo se confeccionó el primer estándar. Al año siguiente se formó la Asociación de Propietarios de Harriers y Beagles (Association of Masters of Harriers and Beagles). Ambas organizaciones tenían como objetivo promover y defender los intereses fundamentales de la raza, y ambos deseaban producir un tipo estándar de beagle. Hacia 1902 el número de criaderos se había elevado a 44.

### Exportación
Los beagles llegaron a Estados Unidos en torno a los años 1840, pero los primeros perros fueron importados exclusivamente para la caza y eran de calidad variable. Ya que Honeywood sólo había comenzado su cría en los años 1830, es improbable que estos perros fueran representativos de la raza moderna y su descripción como similares a los dachshund con la pierna recta y con cabeza delgada indica su poco parecido al estándar. Las iniciativas serias para el establecimiento de una calidad en la herencia genética comenzaron a principios de los años 1870, cuando el general Richard Rowett, de Illinois, importó algunos perros de Inglaterra y comenzó a reproducirlos. Se cree que los beagles de Rowett sirvieron como modelo para el primer estándar americano, preparado por Rowett, L. H. Twadell y Norman Ellmore en 1887. El beagle fue aceptado como una clase por el American Kennel Club (AKC) en 1884. A lo largo del siglo XX esta raza se ha extendido por todo el mundo.

### Popularidad

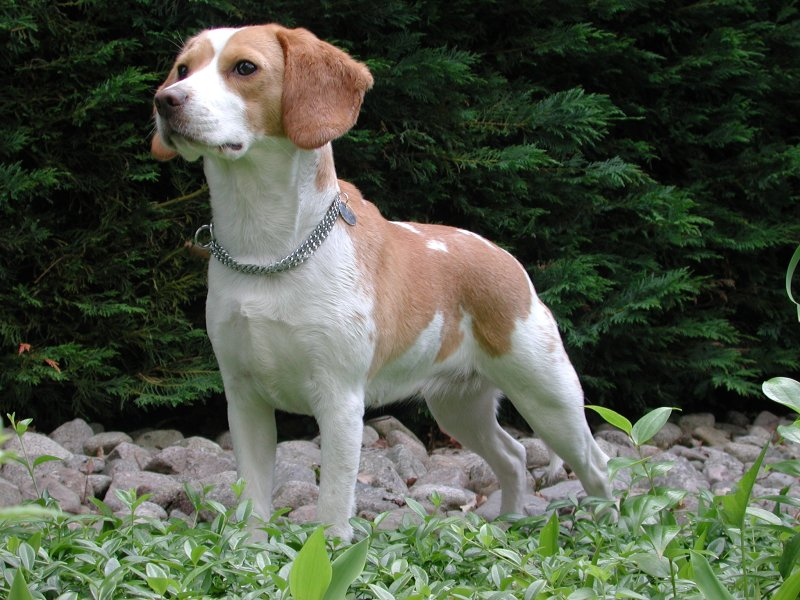
A principios del se desarrolló un atractivo tipo uniforme para la raza.

Cuando se constituyó, la Asociación de Propietarios de Harriers y Beagles puso en marcha una exhibición regular en Peterborough comenzando en 1889, y el Club del Beagle en el Reino Unido montó su primera exhibición en 1896. La exposición regular de la raza llevó al desarrollo de un tipo uniforme, y el beagle siguió aumentando su éxito hasta el inicio de la Primera Guerra Mundial, cuando todos los espectáculos fueron suspendidos. Tras la guerra, la raza luchaba otra vez por la supervivencia en el Reino Unido: el último de los beagles de bolsillo probablemente desapareció durante este tiempo, y los registros cayeron hasta su nivel más bajo. Unos pocos criadores (en especial Reynalton Kennels) lograron reanimar el interés por este perro y al inicio de la Segunda Guerra Mundial la raza volvía a ser popular. Los registros cayeron de nuevo tras el final de la guerra, pero se recuperaron casi inmediatamente.
Como perros de raza, los beagles siempre han sido más populares en los Estados Unidos y Canadá que en su país natal. El Club Nacional del Beagle de América (National Beagle Club of America) fue creado en 1888 y hacia 1901 un beagle ya había ganado un premio al «Mejor ejemplar de la exposición» (Best in Show). Al igual que en el Reino Unido, la actividad durante la Primera Guerra Mundial fue mínima, pero la raza experimentó un renacimiento mucho más fuerte en los Estados Unidos cuando cesaron las hostilidades. En 1928 ganaron varios premios en la exposición del Westminster Kennel Club y hacia 1939 un beagle (Champion Meadowlark Draughtsman) consiguió el título del máximo galardón del perro de cría americano del año. El 12 de febrero de 2008, un beagle, K-Run's Park Me In First, ganó el premio Best in Show durante la exhibición del Westminster Kennel Club por primera vez en la historia del concurso. En Norteamérica han estado de forma regular entre las diez razas más populares durante más de treinta años. Desde 1953 hasta 1959 el beagle estuvo clasificado en el primer puesto de la lista de razas registradas del American Kennel Club; en los años 2000, 2005 y 2009 estuvo situado en el quinto puesto de las aproximadamente 160 razas registradas, y en el 2010 en el cuarto. Aunque no tanto como en Estados Unidos, en el Reino Unido también son muy populares, y estaban situados en los puestos 28.º y 30.º de entre unas 200 razas reconocidas en las clasificaciones de registros del Kennel Club de los años 2005 y 2006, respectivamente, pero ascendieron a los puestos 20º y 18º en los años 2009 y 2010, respectivamente.

## Descripción

### Apariencia

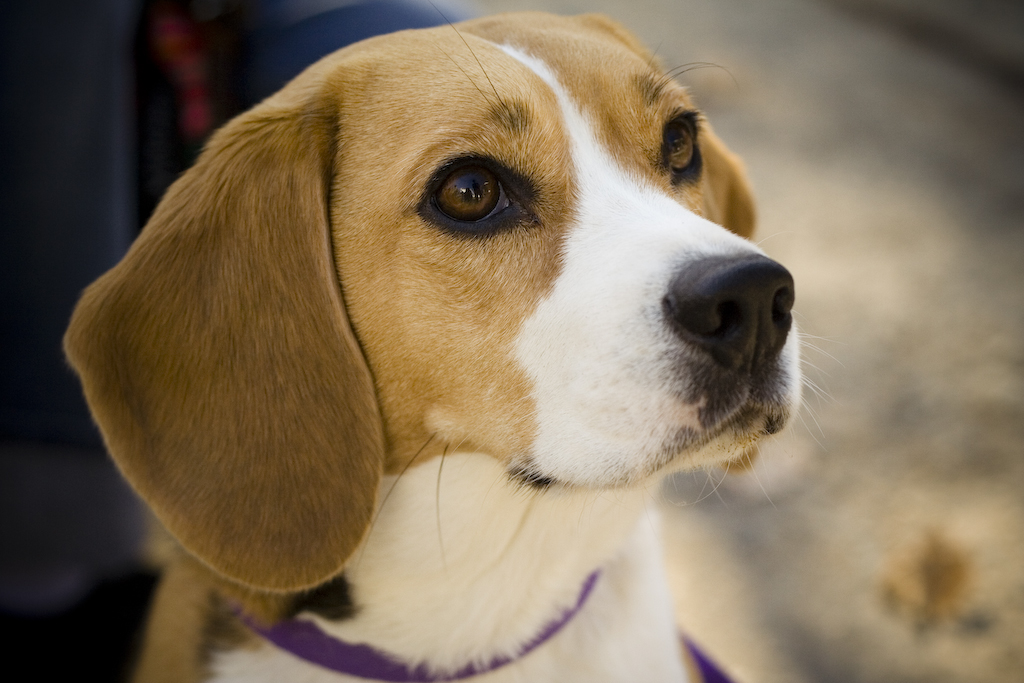
El estándar de The Kennel Club (Reino Unido) establece que el beagle debería dar una impresión de robustez pero sin tosquedad o falta de elegancia.

Su aspecto general es similar al de un foxhound de tamaño pequeño, pero la cabeza es más amplia, el hocico más corto, la expresión completamente diferente y las piernas más cortas en relación con el cuerpo. Tienen una altura de entre 33 y 41 cm hasta la cruz y pesan entre 8 y 16 kg; las hembras son por lo general ligeramente más pequeñas que los machos.
La cabeza es alargada y fuerte; en las hembras suele ser más estilizada. El cráneo es liso, ancho y con una ligera cresta occipital. El hocico es de tamaño medio y cortado en ángulo recto, con la trufa (nariz) ancha, con los orificios nasales amplios y generalmente negra. Los ojos son de color marrón oscuro o avellana, bastante grandes, no suelen estar hundidos en las órbitas ni tampoco son saltones. Las orejas son amplias y largas, con la punta redondeada y llegan casi hasta la punta de la nariz si las estiramos hacia delante; de inserción baja, su textura es suave y cuelgan cerca de los pómulos. Tienen un cuello fuerte y de longitud media (lo suficientemente largo como para permitir que baje la cabeza hasta el suelo fácilmente para poder seguir un rastro), ligeramente arqueado y con poca papada. Tiene un pecho amplio que se estrecha hacia un abdomen afilado y llega, en su parte inferior, hasta debajo de los codos; costillas arqueadas que se extienden hacia atrás, y el vientre no tiene un recogimiento excesivo. La cola es robusta y no muy larga, bien cubierta de pelo, especialmente en su parte inferior, y con la punta blanca, lo que permite que el perro pueda verse fácilmente cuando están con la cabeza baja siguiendo un rastro; la cola no se riza sobre su espalda, pero se sostiene erguida cuando el perro se encuentra activo.
El beagle tiene un cuerpo musculoso y una talla media; es de constitución cuadrada: la longitud desde el pecho hasta las piernas es casi igual a la altura desde el suelo hasta la cruz. Su pelaje es liso, corto, denso y resistente a los cambios climatológicos bruscos. Los hombros se encuentran echados hacia atrás y no muy cargados; las patas tienen nudillos prominentes, almohadillas plantares resistentes y uñas cortas; las delanteras son rectas y aplomadas y las traseras son musculosas y dobladas en la articulación superior.

### Color

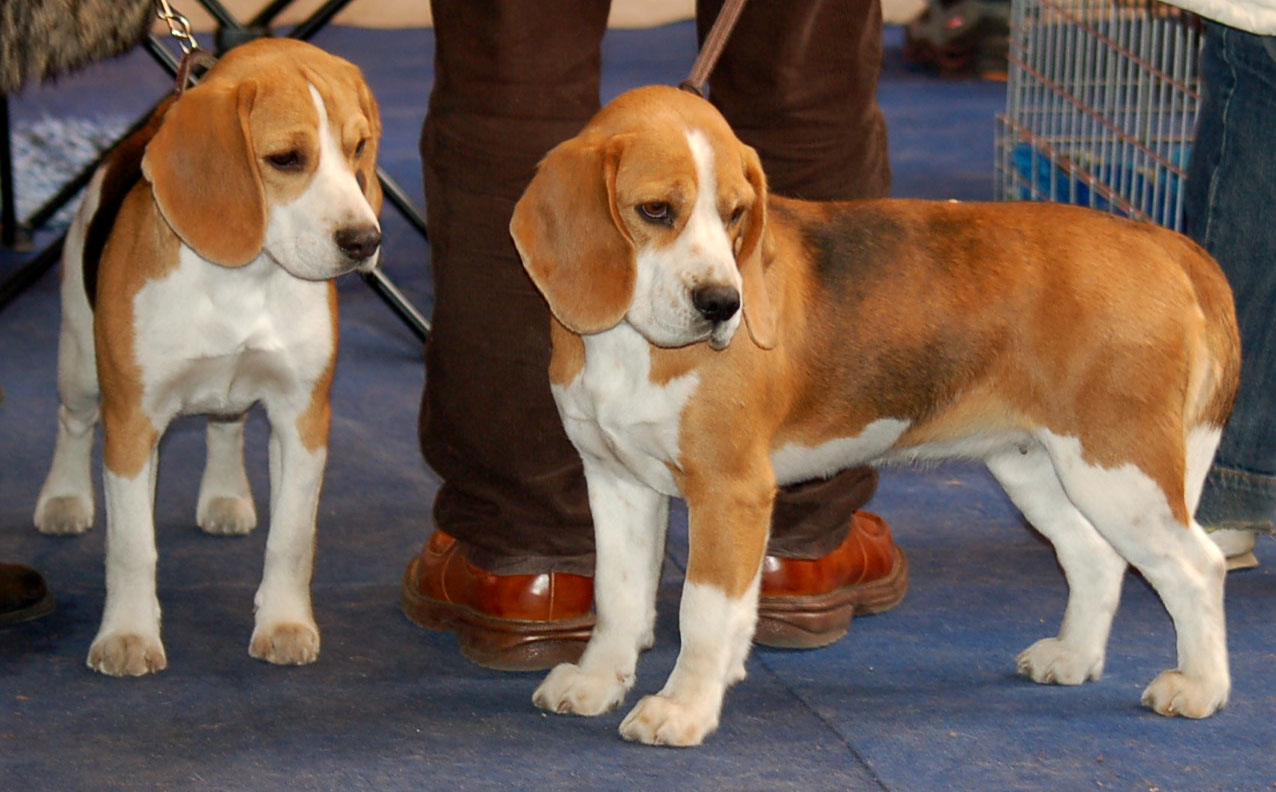
Pareja de beagles con pelaje tricolor descolorado en una exhibición en Polonia.

Esta raza se puede encontrar con una amplia variedad de colores. Aunque la capa (color del pelaje) tricolor formada por una base de color blanco con grandes áreas negras y tonos marrón claro sea la más común, los beagles pueden verse con cualquier color habitual en los sabuesos.
Las variedades tricolores las encontramos en varios tonos, desde el llamado classic tri, con un lomo negro (también conocido como blackback), el dark tri, con marcas de marrón suaves mezcladas con marcas negras más prominentes, hasta el faded tri, con débiles manchas negras mezcladas con marcas castañas más destacadas. Algunos perros presentan un patrón tricolor quebrado, a veces conocido como pied; esta variedad tiene un pelaje sobre todo blanco con parches de pelo de color negro y marrón. Los beagles tricolores nacen casi siempre negros y blancos. Las áreas blancas se establecen normalmente a la octava semana, y las áreas negras pueden ir cambiando hacia el marrón conforme el cachorro madura y que puede tardar entre uno y dos años en desarrollarse plenamente. Algunos cambian gradualmente de color durante su vida y pueden perder sus manchas negras por completo.
Las variedades bicolores siempre tienen un color blanco como base, con áreas del segundo color. Marrón claro y blanco es la variedad bicolor más común, pero hay una amplia gama de otros colores como un marrón muy claro, rojo, rojizo, naranja, casi marrón, marrón oscuro y negro. Las variedades a manchas o moteadas pueden ser blancas o negras con manchas de colores diferentes. Algunos beagles tricolores también tienen un moteado de varios colores en sus áreas blancas.

### Olfato
Junto al San Huberto (bloodhound, en inglés), el beagle tiene uno de los mejores y más desarrollados sentidos del olfato de entre todas las razas de perro. En los años 1950, John Paul Scott y John Fuller iniciaron un estudio de trece años de duración sobre el comportamiento canino. Como parte de esta investigación, probaron las capacidades olfativas de varias razas colocando un ratón en un campo de 4000 m² y cronometrando cuanto tiempo tardaba cada perro en encontrarlo. Los beagles lo localizaron en menos de un minuto, mientras que los fox terriers necesitaron quince minutos y los terriers escoceses no pudieron encontrarlo. Son mejores siguiendo un rastro por la tierra que olfateando el aire, por lo que no se incluyen en la mayor parte de los equipos de rescate de montaña, donde se utilizan fundamentalmente collies, que usan la vista además del olfato del aire y son más dóciles. Las largas orejas y labios grandes del beagle probablemente ayudan a atrapar los olores cerca de la nariz.

## Variedades

### Variedades en la raza
La Federación Cinológica Internacional (FCI) reconocen un solo tipo, con una altura de entre 13 y 16 pulgadas (33 y 41 cm).
En ocasiones se habla de variedades inglesas y americanas, pero no existe reconocimiento oficial por parte de ningún club de criadores de estas variedades.
En ocasiones se ofrecen en venta «beagles de bolsillo», pero la herencia genética de esta variedad se ha extinguido y, aunque The Kennel Club especificara inicialmente un estándar para esa raza en 1901, dicha variedad no está reconocida actualmente por ningún club. A menudo los beagles de pequeño tamaño son el resultado de una crianza descuidada o de enanismo.
Una variedad conocida como patch hounds (moteados, a manchas) fue desarrollada por Willet Randall y su familia a partir del año 1896 expresamente para su especialización en la caza del conejo. Los Randall remontan su linaje a «Field Champion Patch». A pesar de su nombre, estos perros no son necesariamente a manchas.

### Cruces
En los años 1850, Stonehenge recomendaba el cruce entre el beagle y el terrier escocés como un perro cobrador. Consideraba esta mezcla de razas como un buen trabajador, silencioso y obediente, pero que tenía el inconveniente de que era pequeño y apenas podía cargar con una liebre.
Más recientemente la tendencia apunta hacia los «perros de diseño», y uno de los más populares es el puggle, cruce entre beagle y pug; menos excitable que un beagle y con una menor necesidad de ejercicio, estos perros están orientados a las viviendas en las ciudades.

## Temperamento

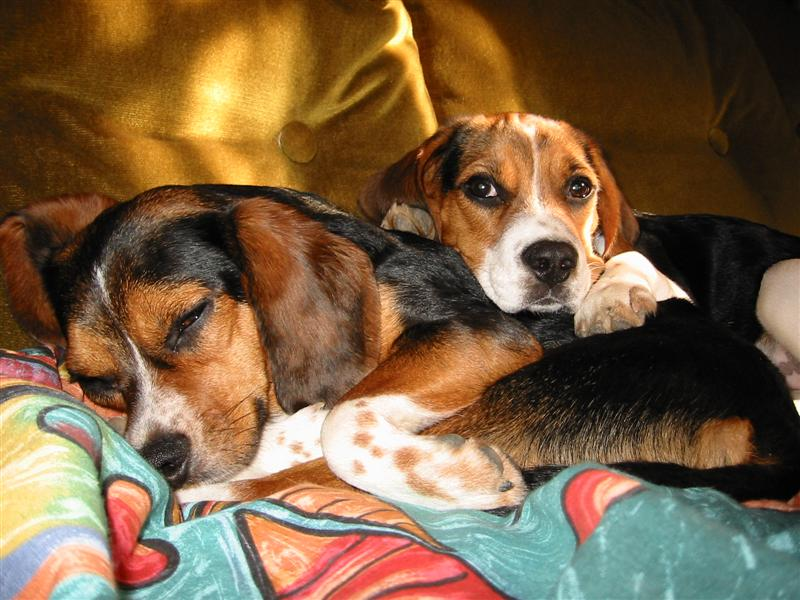
Los beagle también son felices descansando, sin realizar ejercicios hasta el agotamiento.

Es un perro apacible, tanto en su carácter como en su disposición. Descrito en varios estándares de raza como «alegre» (merry), son afectuosos y generalmente no son agresivos, pero tampoco tímidos. Disfrutan de la compañía y aunque puedan mostrarse inicialmente fríos con los extraños, los aceptan con facilidad, lo que hace de ellos unos perros guardianes poco adecuados, aunque su tendencia a ladrar o aullar cuando avistan desconocidos los convierta en posibles perros de vigilancia. En un estudio del año 1985 dirigido por Ben y Lynette Hart, otorgaron al beagle la posición de excitabilidad más alta, junto con el Yorkshire terrier, el cairn terrier, el schnauzer miniatura, el West Highland white terrier y el fox terrier.
Son inteligentes pero, al ser una raza criada para largas persecuciones, son decididos y resueltos, lo que puede hacerlos difíciles de entrenar. Son generalmente obedientes, pero puede ser difícil hacerles retroceder una vez que han percibido un rastro, y pueden distraerse con facilidad por olores a su alrededor. Por lo general no se presentan a concursos de obediencia en exhibiciones caninas; mientras están atentos o en alerta, responden bien al entrenamiento mediante recompensas de comida, y están impacientes por complacer, aunque se distraen o aburren con facilidad. Están clasificados en el puesto 72 en el libro The Intelligence of Dogs (La inteligencia de los perros) de Stanley Coren, ya que Coren los sitúa en el grupo con el nivel más bajo de inteligencia trabajo/obediencia; sin embargo esta escala no mide la comprensión o asimilación, la independencia o la creatividad.
Estos perros tienen un excelente comportamiento con los niños, y quizás este sea uno de los motivos por los que es uno de los animales domésticos más populares en las familias, pero son animales de jauría y pueden ser propensos a la llamada «ansiedad por separación». No todos los beagles aullarán, pero la mayoría ladrará cuando se enfrente a situaciones extrañas, y algunos darán aullidos cuando perciban el rastro de una presa potencial. Por lo general se comportan bien ante otros perros. No son exigentes en cuanto al ejercicio; su resistencia innata implica que no se cansan fácilmente cuando realizan ejercicio, pero no deben ejercitarse hasta el agotamiento antes de darles un descanso, aunque el ejercicio regular ayuda a evitar el aumento de peso al que esta raza es propensa.

## Salud

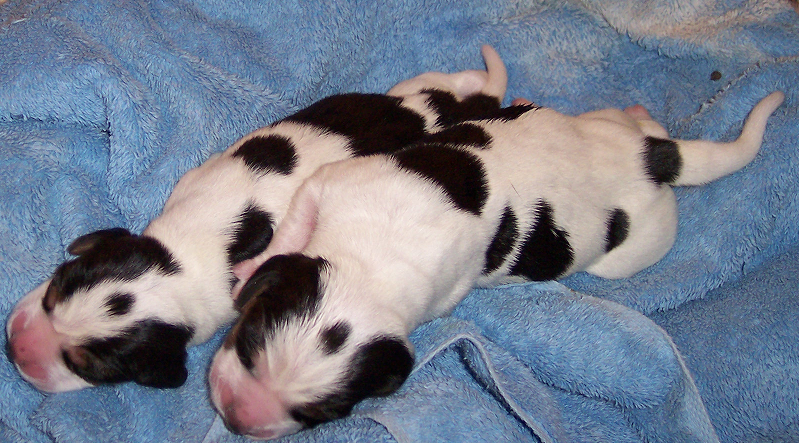
Cachorros beagle recién nacidos.

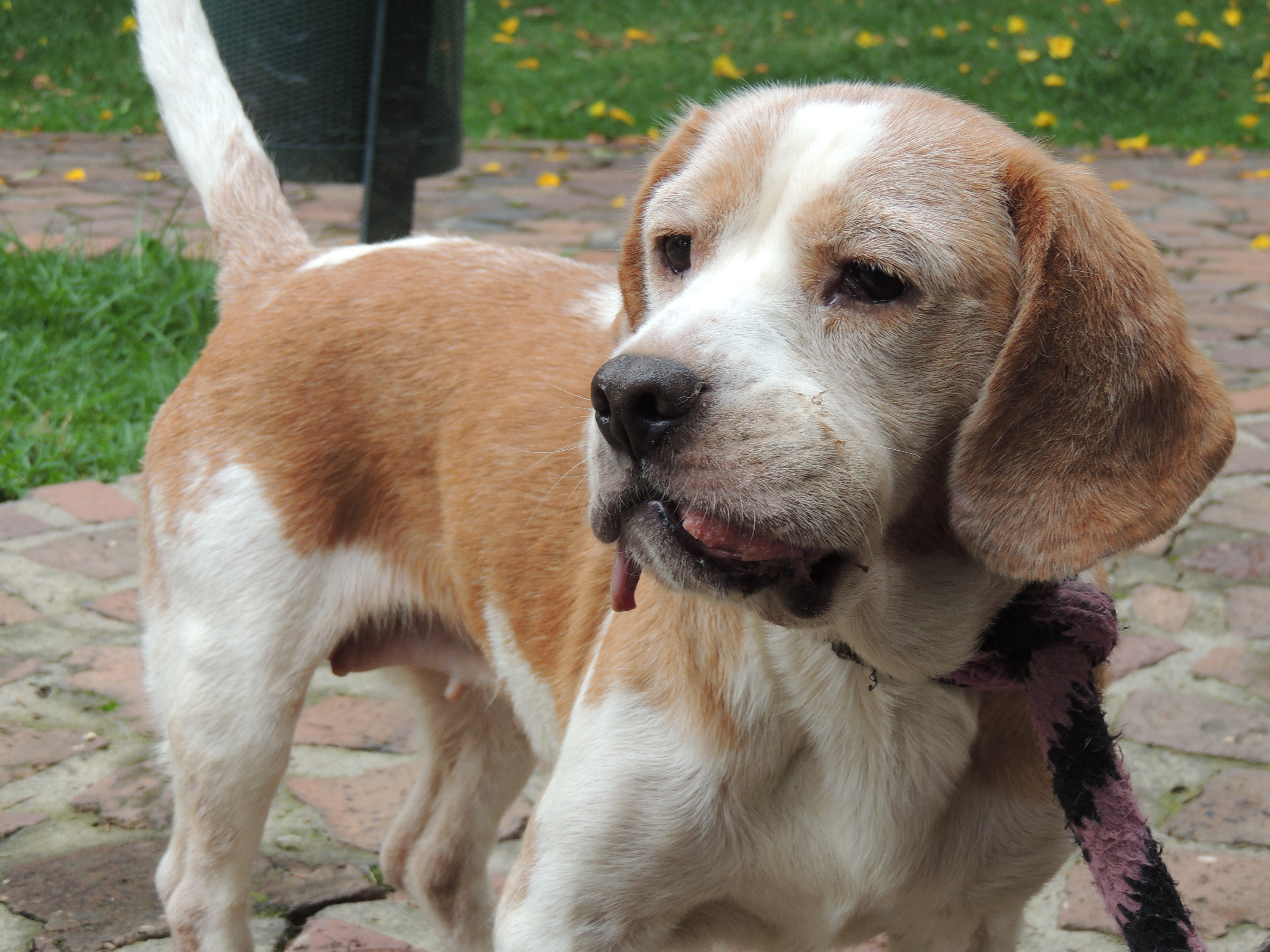
Beagle bicolor de 10 años con un tumor maxilar.

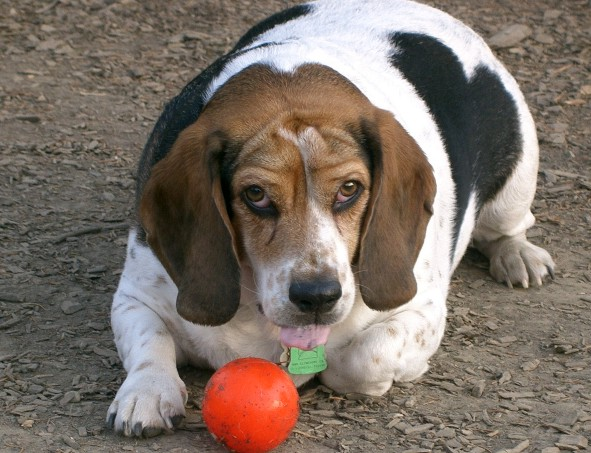
El sobrepeso puede ser un problema en perros viejos o sedentarios, y puede conllevar problemas de corazón y de articulaciones.

Su longevidad típica es de entre diez y quince años, una esperanza de vida habitual para los perros de su talla.
Pueden ser propensos a la epilepsia, pero puede controlarse mediante medicación; también pueden sufrir hipotiroidismo y varios tipos de enanismo. Hay dos enfermedades en concreto que son particulares de esta raza: la llamada «funny puppy» (cachorro gracioso), en la que el cachorro crece de forma lenta y se desarrolla con piernas débiles y la espalda torcida y, aunque normalmente esté sano, es propenso a diversas enfermedades; y la displasia de cadera, común en harriers y en algunas razas más grandes, pero que raramente se considera un problema en los beagles. Por sus patas cortas, que hacen que al andar se balanceen más que los perros de patas largas, están considerados una raza condrodistrófica, y son propensos a varios tipos de afecciones de los discos intervertebrales.
En casos raros, pueden desarrollar artritis poligénica, una inflamación de las articulaciones provocada por una disfunción del sistema inmunológico, incluso cuando son jóvenes. Los síntomas pueden aliviarse en ocasiones con tratamientos a base de esteroides.
Sus orejas caídas, largas y amplias pueden hacer que el canal auricular no se airee lo suficiente o que retengan aire húmedo, lo que puede conllevar infecciones de oído. También pueden sufrir diversos problemas en los ojos; dos afecciones oculares comunes en los beagles son el glaucoma y la distrofia corneal. También pueden padecer el llamado ojo cereza, un prolapso de la membrana nictitante canina, o distiquiasis, una situación en la que las pestañas nacen fuera de la línea habitual y pueden irritar el ojo; ambas dolencias pueden ser corregidas mediante cirugía; también pueden padecer varios tipos de atrofia retinal. Un fallo del sistema de drenaje nasolacrimal puede causar sequedad en el ojo la aparición de lágrimas en la cara.
En su condición de perros de campo son propensos a heridas menores, como cortes y esguinces y, si se mantienen inactivos, la obesidad se convierte en un problema común ya que ellos comerán siempre que tengan comida disponible y tendrán que ser sus dueños los encargados de regular su peso. Cuando trabajan o corren en libertad en el campo pueden ser infestados por ectoparásitos como pulgas, garrapatas o ácaros de la cosecha y por endoparásitos como los céstodos; también pueden introducírseles en los ojos, oídos o patas semillas de hierbas y sembrados y producirles irritaciones.

### Especificaciones de la crianza
La raza beagle está considerada como fácil de criar. En Francia, la abundante población de beagles facilita la elección de los reproductores y aumenta las posibilidades de encontrar un buen fecundador. Desde los años 70, es habitual importar reproductores generalmente del Reino Unido, pero también de Canadá y de Europa del este. España, Italia y Grecia importan individuos franceses. La consanguinidad es poco utilizada entre los criadores. En Francia, la directriz de la crianza es obtener un ejemplar bueno y bonito, es decir, que no hay una línea específica para el trabajo (la caza) y otra para la belleza. Los criadores creen que los mejores individuos son capaces de ofrecer un alto rendimiento tanto en una cacería como en un concurso de belleza, por lo que un perro no puede ser campeón en uno de estos concursos si antes no ha conseguido el calificativo de muy bueno en el trabajo. Las características morfológicas que hay que vigilar son la línea de la espalda, que debe estar bien recta, la calidad de las pezuñas y del pelo y el color de los ojos.

## Como perro de trabajo

### Caza

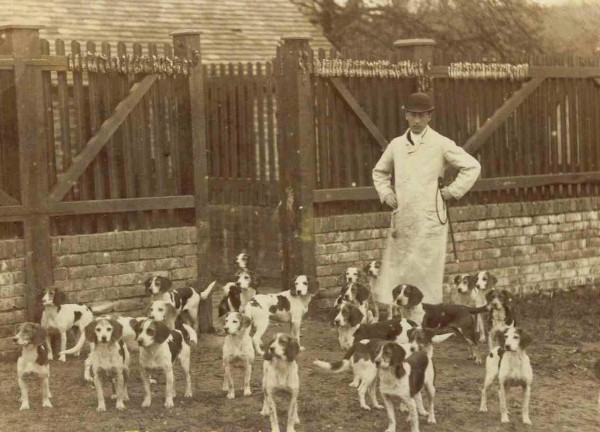
Caynsham Foot Beagles (c. 1885).

Los beagles fueron desarrollados principalmente para cazar liebres y conejos. Fueron considerados como compañeros de caza ideales para las personas de edad que podrían seguirlos a caballo sin esfuerzo, para cazadores jóvenes que podrían mantenerse junto a ellos en ponis, y para cazadores más pobres que no podían permitirse mantener una cuadra de buenos caballos de caza. Antes de la llegada de la moda de la caza del zorro en el siglo XIX, la caza era un acontecimiento para todo el día que consistía fundamentalmente en la persecución, más que en la muerte del animal perseguido. En este contexto el pequeño beagle se adaptaba bien a la liebre y, a diferencia de perros como los harriers, no terminaban rápidamente la caza, pero debido a su resistencia y a su excelente habilidad para rastrear mediante el olfato eran una garantía para capturar finalmente a la liebre. Las jaurías de beagles corrían con todos los perros muy juntos («tan cerca que podrían cubrirse con una hoja»") lo que era útil en una caza de larga duración, ya que impedía a los perros extraviados ofuscar el rastro. También se les prefería durante la caza del faisán para actuar entre la maleza espesa, en lugar de perros como los spaniel.
Con la introducción de la moda de cacerías más rápidas, el beagle cayó en desgracia como cazador de liebres, aunque todavía se utilizaba para la caza del conejo. En Anecdotes of Dogs (1846), el escritor de historia natural Edward Jesse dice:

In rabbit-shooting, in gorse and thick cover, nothing can be more cheerful than the beagle; and they have been called rabbit-beagles from this employment, for which they are peculiarly qualified, especially those dogs which are somewhat wire-haired.
En la caza del conejo, entre tojos y vegetación espesa, nada puede ser más alegre que el beagle; y los han llamado beagles del conejo por este trabajo, para el cual están particularmente cualificados, sobre todo aquellos perros que son algo hirsutos.

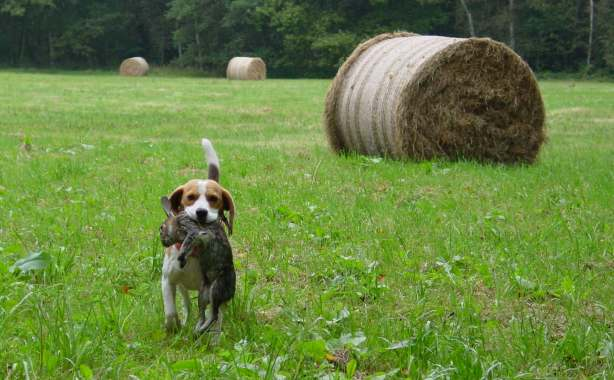
El beagle ha sido utilizado para la caza del conejo desde los primeros tiempos del desarrollo de la raza.

En los Estados Unidos parece que han sido utilizados para cazar conejos desde las primeras importaciones. La caza de liebres con estos perros se hizo popular de nuevo en Gran Bretaña a mediados del siglo XIX y siguió hasta que se hizo ilegal en Escocia por la Ley de Protección de Mamíferos Salvajes de 2002 y en Inglaterra y País de Gales por la Ley de Caza de 2004. Según esta legislación los beagles todavía pueden perseguir conejos con el permiso del terrateniente. La llamada «caza al rastro» (drag hunting en inglés) es popular donde la caza ya no está permitida o entre los dueños que no desean participar en deportes de sangre, pero que desean ejercer las habilidades innatas de su perro.
La jauría tradicional consiste en hasta 70 beagles, dirigidos por un cazador que dirige el grupo y que es asistido por un número variable de azotadores cuyo trabajo es devolver a los sabuesos que se extravían al grupo. El maestro de caza está al cargo de la custodia del grupo a diario, y puede o no tomar el papel del cazador durante el día de la caza. Pueden ser empleados individualmente o sujetos con unos tirantes (en pareja).
En el Reino Unido se consideró la cacería de liebres con beagles como ideal para jóvenes, y muchas escuelas privadas británicas mantuvieron tradicionalmente jaurías de beagles. En 1902 se iniciaron protestas contra el uso de estos perros para la caza en el Colegio Eton, aunque todavía se utilizan en la actualidad, y una jauría del Wye College en Kent (actualmente cerrado e integrado en el Imperial College London) fue robada por el Frente de Liberación Animal en 2001. Jaurías escolares y universitarias todavía se mantienen en Eton, Marlborough, Wye, Radley, la Escuela Real de Agricultura y Christ Church (Oxford).
También se han utilizado para cazar otros animales como la liebre americana, el conejo cola de algodón, aves de caza, el corzo, el venado, el lince rojo, el coyote, el jabalí, el zorro, o incluso en la caza del armiño. En la mayor parte de estos casos se emplea para levantar las piezas para el cazador.

### Perro de detección

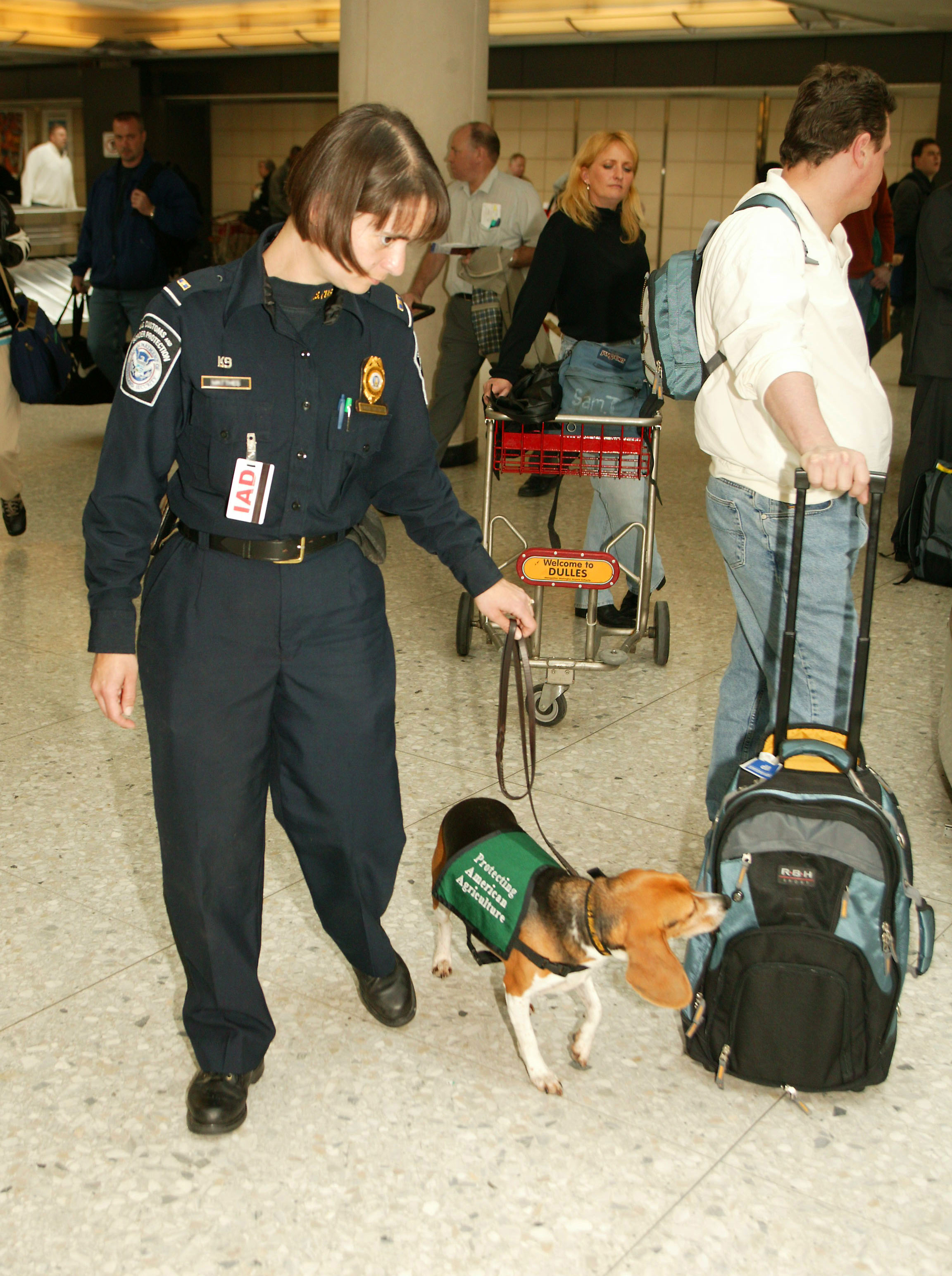
Por su gran olfato, estos perros son utilizados por la Oficina de Aduanas y Protección Fronteriza de los Estados Unidos.

Se utilizan como perros de detección de importaciones agrícolas prohibidas y productos alimenticios en cuarentena en la «Beagle Brigade» del Servicio de Inspección Sanitaria de Animales y Plantas del Departamento de Agricultura de los Estados Unidos; estos perros se utilizan para descubrir alimentos en los equipajes de viajeros en los Estados Unidos. Tras la realización de diversas pruebas, además de por su fino olfato se eligió a estos perros por ser relativamente pequeños y por no intimidar a las personas que se sienten incómodas cuando se les acercan perros, por ser inteligentes y por trabajar bien con el sistema de recompensas. También se utilizan para este fin por el Ministerio de Agricultura y Silvicultura de Nueva Zelanda, el Servicio de Cuarentena e Inspección de Australia, y en países como Canadá, Japón y la República Popular China. Para la detección de explosivos se utilizan generalmente las variedades de mayor tamaño, ya que para esta tarea a menudo es necesario subirse a grandes cintas transportadoras de equipaje, una tarea poco adecuada para los perros más pequeños.

### Experimentación e investigación médica
Los beagles son la raza de perro que más se utiliza en el Reino Unido en el campo de la experimentación con animales, debido a su talla y su naturaleza pasiva. De las 7595 pruebas realizadas con perros en ese país en 2006 y las 5923 realizadas en 2009, 7402 y 5864 respectivamente (más del 97%) fueron con beagles. La Ley de Procedimientos Científicos con Animales británica de 1986 otorgó un estatus especial a primates, équidos, gatos y perros, y en el año 2005 el Comité de Procedimientos con Animales (establecido por la Ley de 1986) dictaminó que eran preferibles las pruebas con ratones, aunque esto implicara la utilización de un mayor número de animales. Aunque los beagles fueron los más utilizados, en 2005 los perros estuvieron implicados en menos del 0,3% del total de los experimentos realizados con animales en el Reino Unido. La mayor parte de estos perros son criados expresamente con ese objetivo por compañías como Harlan; estas compañías que crían animales para la investigación deben estar previamente autorizadas de acuerdo con la Ley de Procedimientos Científicos con Animales de 1986.
Las pruebas de productos cosméticos con animales están prohibidas en los Estados miembros de la Unión Europea, aunque Francia protestó por la prohibición y realizó esfuerzos para revocarla. Aunque en Estados Unidos están permitidas, no son obligatorias para garantizar la seguridad de un producto cosmético si esta puede determinarse por otros métodos, y la especie sujeto de la experimentación no está restringida por la Administración de Alimentos y Medicamentos estadounidense (FDA).
En las pruebas de toxicidad de aditivos alimentarios, contaminantes de alimentos y algunos medicamentos y productos químicos, la FDA utiliza beagles y cerdos enanos como sustitutos para las pruebas directas en humanos.
Algunos grupos contrarios a la vivisección informaron sobre el posible abuso con animales en las instalaciones donde se realizan los experimentos. En 1997, las imágenes filmadas en secreto por un periodista freelance en la Huntingdon Life Sciences en el Reino Unido, mostraban imágenes de crueldad con los perros por parte de algunos empleados del laboratorio; Tras la emisión de dichas imágenes en un canal de televisión, los empleados fueron suspendidos y posteriormente arrestados y procesados. Consort Kennels, una empresa británica dedicada a la cría de beagles para su utilización en experimentos, fue cerrada en 1997 después de la presión por parte de grupos pro derechos de los animales.
También se utilizan en otros campos de investigación, como la investigación biológica primaria, la medicina humana aplicada, la medicina veterinaria aplicada, y la protección del hombre, animales o el ambiente.
En los Estados Unidos, de acuerdo con el Servicio de Inspección de Salud de Animales y Plantas del Departamento de Agricultura (que no específica las razas de perro utilizadas, aunque los beagles figuran a menudo en los trabajos de investigación publicados), el número de pruebas realizadas cada año con perros disminuyó en dos terceras partes, y pasó de 195 157 en el año 1972 a 64 932 en 2004. En Japón las leyes sobre experimentación con animales no requieren informar sobre el tipo o número de animales utilizados, y en Francia la proporción de inspectores de pruebas de instalaciones sugiere que el ámbito regulador es esencialmente de confianza.

### Otras funciones
Aunque desarrollado desde sus orígenes para la caza, son una raza versátil y hoy en día se emplean para otros papeles como detección, búsqueda y rescate, terapia y como animales domésticos familiares. En Australia se utilizan como perros olfateadores para la localización de termitas, y se les menciona como posibles candidatos para la detección de drogas y explosivos. Por su naturaleza apacible y no imponente, también se utilizan con frecuencia en la zooterapia, visitando a enfermos y ancianos en hospitales. En junio de 2006, un beagle entrenado para la asistencia ganó un premio por haber salvado la vida de su dueño después de usar su teléfono móvil para marcar el número de emergencias, lo que alertó a los servicios médicos. Después del terremoto de Haití de 2010, un beagle del departamento de perros de búsqueda y rescate de un escuadrón de rescate colombiano, localizó al dueño de un hotel que posteriormente fue rescatado tras pasar cien horas sepultado bajo escombros.

## En la cultura popular
Los beagles han aparecido en una gran variedad de medios de comunicación. Ya existen referencias a estos perros incluso antes del siglo  XIX en obras de escritores como William Shakespeare, John Webster, John Dryden, Thomas Tickell, Henry Fielding o William Cowper, y en la traducción de Alexander Pope de la Ilíada de Homero. Aparecen en tiras de prensa y dibujos animados a partir de los años 1950, como el popular personaje de Peanuts Snoopy (al que se cita como «el beagle más famoso del mundo»), los Beagle Boys de Disney, o Beegle Beagle, el inseparable compañero de Grape Ape de Hanna-Barbera. 
También han aparecido en numerosas películas, algunas con un papel protagonista, como en Como perros y gatos y su secuela Como perros y gatos 2: La venganza de Kitty Galore, y en la serie animada Underdog, o en los largometrajes de la adaptación al cine de la novela de Phyllis Reynolds Naylor Shiloh, y aparecen en papeles secundarios en películas como Audition, The Monster Squad o The Royal Tenenbaums, y o en series televisivas como Star Trek: Enterprise, EastEnders o The Wonder Years, entre otras.
El expresidente estadounidense Lyndon B. Johnson tenía varios beagles y provocó una clamorosa protesta cuando cogió a uno de ellos por las orejas durante una presentación oficial en los jardines de la Casa Blanca. El barco en el que el por entonces joven naturalista Charles Darwin realizó el viaje que le proporcionó la mayor parte de la inspiración para su El origen de las especies se llamaba HMS Beagle por esta raza, la cual también prestó su nombre a la sonda espacial británica Beagle 2.